# Anja Rubik

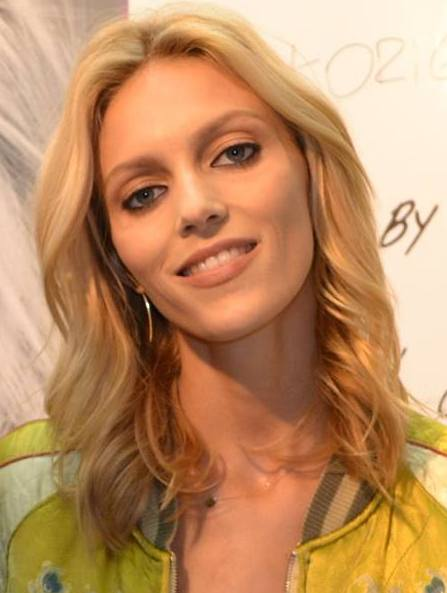
Anja Rubik (2015)

Anja Rubik, eigentlich Anna Helena Rubik (* 12. Juni 1983 in Rzeszów), ist ein polnisches Topmodel.

## Leben
Anja Rubik wuchs im südpolnischen Częstochowa auf, verbrachte jedoch während ihrer Jugend auch viele Jahre in Griechenland, Kanada und Südafrika. Ihre Modelkarriere begann sie im Alter von 15 Jahren in Mailand. Zweieinhalb Jahre später zog sie nach Paris, wo sie ein britisches Gymnasium absolvierte. Nach dem Abitur zog sie nach New York.

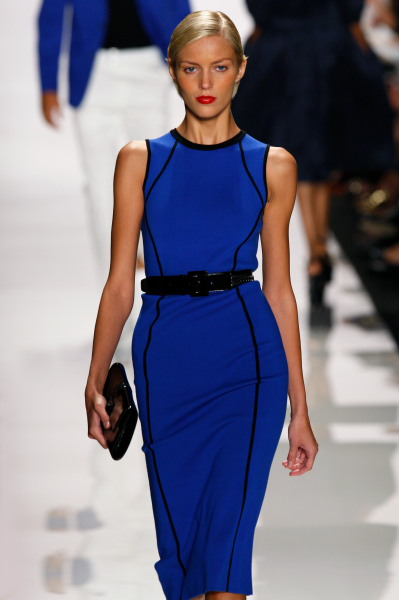
Anja Rubik (2008)

Sie nahm an Kampagnen von Valentino, Diesel, Versace, Dior, Emporio Armani, Hennes & Mauritz, Chloé, Dolce & Gabbana, Emanuel Ungaro, Ralph Lauren, Tod’s, Jimmy Choo, Chanel und Gucci teil. Sie eröffnete zudem Modenschauen von Stella McCartney und Proenza Schouler. Des Weiteren stand sie unter anderem für Yves Saint-Laurent, Paco Rabanne, Carolina Herrera, Dolce & Gabbana, Donna Karan, Karl Lagerfeld, Marc Jacobs, Vera Wang, Moschino, Bluemarine, Balenciaga, Gucci, Givenchy, Roberto Cavalli, Alexander McQueen, Atsuro Tayama, Christian Lacroix, Chanel, Oscar de la Renta, Matthew Williamson, Michael Kors, Ralph Lauren und Victoria’s Secret auf dem Laufsteg. Sie war auf den Covern der Magazine Vogue, Pani, Elle, Harper’s Bazaar, Glamour, Twój Styl und Flare abgebildet.
Seit 2010 war sie regelmäßig Gastjurorin der polnischen Version der Castingshow Next Topmodel. Im selben Jahr entwarf sie eine eigene Schuh- und Handtaschenkollektion. Des Weiteren ist sie als künstlerische Leiterin der Zeitschrift 25 Magazine tätig und wurde 2010 vom Portal models.com zur Branchenikone gekürt. Sie galt als eines der Lieblingsmodels von Karl Lagerfeld.
Seit 2014 ist sie Moderatorin und Jury-Vorsitzende der polnischen Version der Show Project Runway.
Anja Rubik engagiert sich für die Sexualaufklärung in Polen. 2017 initiierte sie die Webkampagne #sexedpl, bei der polnische Prominente in kurzen Videos von eigenen Erfahrungen berichteten, was mehr als zehn Millionen Mal angeklickt wurde. 2018 erschien das Aufklärungsbuch zu Fragen der Empfängnisverhütung, einvernehmlichen Sex und Homosexualität.
Am 16. Juli 2011 heiratete sie auf Mallorca ihren langjährigen Lebensgefährten, das serbische Model Sasha Knezevic. Seit 2015 ist das Paar wieder getrennt.

## Modelagenturen
- Next (London, Mailand, New York, Paris)
- Modelwerk (Hamburg)
- D-Vision (Warschau)